# Podophylloideae
Sous-famille
Les Podophylloideae sont une sous-famille de plantes à fleurs la famille des Berberidaceae.
Le genre type est Podophyllum.

## Liste des genres
- Achlys
- Bongardia
- Diphylleia
- Dysosma
- Epimedium
- Jeffersonia
- Plagiorhegma
- Podophyllum
- Vancouveria

## Publication originale
- (en) Eaton A., 1836. Eatons’ Botanical Grammar and Dictionary, modernized down to 1836: published for a companion of Steeles’s seventh edition of the Manual of Botany. Ed. 4. Albany: O. Steele. 125 pp.